# 버지니아 공과대학교
버지니아 공과대학교(Virginia Polytechnic Institute and State University)는 줄여서 버지니아 공대(Virginia Tech)라고 부른다. 미국 버지니아주 몽고메리군 블랙스버그에 위치한 명문 대학교이다. 미식축구를 잘하기로 유명하며 버지니아 대학과 주내 라이벌 관계이다.

## 역사

### 총기 난사 사건
2007년 4월 16일 일어난 총격 사고로 스스로 목숨을 끊은 범인 자신을 포함, 33명이 사망하고 29명이 부상을 입었다. 범인은 버지니아 공대 영문학과 4학년에 재학 중이던 재미한국인 1.5세 동포인 조승희로 밝혀졌다.
사건이 발생한 버지니아주의 총기 규제는 수정헌법 제2조에 의거하여 느슨한 편에 속하는데, 버지니아주 법에 의하면 전과 기록이 없는 18세 이상의 사람은 누구나 총기 및 화기를 구입할 수 있으며, 21세 이상이면 라이플 류를 구입할 수 있다.

## 동문
- 홍순기 : 박사. 숭실대학교 IT대학 전자정보공학부 교수
- 로버트 콜먼 리처드슨 : 실험물리학자. 1996년 노벨물리학상 수상자
- 토머스 딜로렌조 : 경제학자.
- 스티브 배넌 : 기업인, 정치 전략가.
- 이상철 : 석사. 전직 정보통신부 장관 및 기업인.
- 박재옥 : 박사. 한양대 명예교수, 전 한양대 디자인경영센터 센터장, 전 한국의류학회장.
- 이주헌 : 석사. 한국외국어대학교 글로벌경영대학 경영정보학 교수.
- 이희영 : 박사. 영남대학교 공과대학 신소재공학부 교수